# Delomerista townesorum
Delomerista townesorum är en stekelart som beskrevs av Gupta 1982. Delomerista townesorum ingår i släktet Delomerista och familjen brokparasitsteklar. Inga underarter finns listade i Catalogue of Life.